# İrfan Kahveci
İrfan Can Kahveci, född 15 juli 1995, är en turkisk fotbollsspelare som spelar för Fenerbahçe SK. Han representerar även det turkiska landslaget.